# Дворец «Под бляхой»
Дворец «Под бляхой» (пол. Pałac Pod Blachą) — особняк в стиле позднего барокко, построенный в 1720—1730 годах архитектором Якубом Фонтана близ Королевского дворца в Варшаве.

## История здания
Территория, на которой сейчас находится дворец, тянется от Замковой площади к Висле. На месте современной трассы «В-З» 600 лет назад находился овраг, по дну которого шла дорога к переправе через реку. В овраге даже протекал ручей, который в XV веке называли Каменным (Kamienną). Во время строительства трассы найдено много интересных предметов старины и элементов средневековых деревянных конструкций. Первое строение на месте дворца имело характер обычного мещанского дома. Этот дом принадлежал королевскому кузнецу и оружейнику при дворе короля Яна-Казимира Вавжинцу Руффусу. Его строительство началось в 1651 году и было закончено до 1656 (точная дата окончания неизвестна). Дом был очень неудачно расположен, так как время от времени река заливала его подвалы. Здание примыкало к вазовским стенам города, что можно увидеть на гравюре «Вид Варшавы со стороны Праги» Эрика Дальберга (1656 год).
Первоначально скромное здание поменяло свой вид при восстановлении после уничтожения во время шведского потопа, по заказу нового хозяина Ежи Любомирского (с 1726 года краковский воевода). В начале XVIII века построено южное крыло дворца. К этому времени дворцовое строение стало привлекать взоры богатой шляхты и аристократии.
По видимому в 1720—1730 годах пристроено северное крыло, спроектирован новый главный фасад и полу-эллипсоидный тимпан со стороны Вислы. Проектировал эту перестройку Якуб Фонтана, который является первым архитектором резиденции, упомянутым в источниках. Главный корпус накрыла четырёхскатная крыша, покрытая медной жестью, которой дворец обязан своим названием. В архитектуре дворца видно влияние времени, когда барокко переживало последний расцвет. Сказала своё слово и другая трактовка здания. В нём нет ничего от замка и укреплений, скорее — от садовой архитектуры. Монолитный массив не нарушен ни одним выступом. Только смена пилястр полуколоннами, поддерживающими невысокий аттик с лепным гербом, отмечают его центр и вход. Сквозные — через оба этажа — и поставленные на маленькие базы, как бы прямо на землю, они придают ему большую легкость, как и сложные решетчатые окна с изогнутыми завершениями и еле заметные ажурные балкончики, намеченные между полуколоннами над входом. Низкие боковые крылья, охватившие сплошь вымощенный плитами парадный двор, замыкают здание, делая его уютней, интимней. Здание было увековечено на картинах псевдо-Каналетто в 1772 («Вид Варшавы со стороны Праги») и 1773 («Вид Варшавы с террасы Королевского замка») годах, которые послужили при восстановлении дворца после войны.
В 1777 году владельцем дворца стал Станислав Август Понятовский, который заказал его перестройку Доминико Мерлини. Изменения были внесены только в интерьер дворца. Дворец предназначался для родственников и двора короля. С 1783 года в одном из помещений была резиденция рода Мнишеков, для обустройства которой мебель выписывали прямо из Парижа. До сего времени сохранилось богатое убранство этих апартаментов в стиле Людовика XVI.
После смерти Станислава Августа во дворце жил его племянник, князь Юзеф Понятовский. Новый владелец сделал всё, чтобы дворец оставил свой след в польской культуре. В Варшаве находились прусские оккупационные войска, но дворец «под бляхой» сделался главным варшавским салоном. Тут проводились всевозможные балы и ставились театральные постановки. Дворец, называемый по простому «Бляха», часто становился местом размещения приезжих дворян. рядом с князем жили также сотрудничавшие с ним, в том числе: придворный маршал Ян Харель, распорядитель дворца Анджей Гайда, личный врач Винцентий Витачек и множество других. В соответствии с документом 1814 года во дворце было 45 спален. При дворце жила и сестра князя Мария-Тереза, занимающая вместе с братом первый этаж, а также французская графиня Генриетта де Вобан, с которой князь познакомился в Брюсселе в 1793 году.
Несмотря на оккупацию, время в замке проводили беспечно. Постоянно проходили приёмы, играли в карты и бильярд, устраивали любительские представления, главным образом комедии. После прихода Наполеона в 1806 году всё изменилось. Приёмы не прекратились, но Понятовский с товарищами занялись государственными делами. В 1807 году, после создания Варшавского герцогства, Понятовский получил пост военного министра. Дворец по прежнему был первым салоном столицы. Князь варшавский Фридрих Август III, резиденция которого была в Королевском замке, не представлял для «Бляхи» конкуренции, так как придерживался спокойного и не публичного образа жизни. Тогда же во дворце жила родственница князя Анетка Тышкевич-Потоцкая, оставившая мемуары о жизни дворца. Сама Анетка стала объектом ухаживаний Иоахима Мюрата, который также гостил во дворце у князя Понятовского. Как минимум один раз во дворце побывал Наполеон Бонапарт
После смерти Юзефа Понятовского, согласно его воле, во дворце устроен аукцион его вещей. Участников пришло 75 человек, и среди них были представители всех слоёв общества и достатка, от аристократов до мелких ремесленников и торговцев.
В 1820 году, уже под российским владычеством, резиденция перешла во владение царя Александра и оставалась в распоряжении царских властей до провозглашения Польшей независимости. В здании разместилась Центральная военная библиотека. В 1926 году выделены жилые помещения для офицеров военной канцелярии президента Игнация Мосцицкого. В межвоенный период проведены реставрационные работы, которые были прерваны началом Второй Мировой войны. Здание, не пострадавшее от военных действий, было сожжено в 1944 году. К счастью, главный корпус и крылья получили только незначительные повреждения.
После войны во время восстановления был изменён интерьер обеих крыльев. В главном корпусе сохранилась аутентичная однопролётная лестница на четырёх колоннах. Комнаты главного корпуса на первом и втором этажах сохранили свой вид с XVII века. В некоторых из них сохранились круглые своды с люнетами, колонны, камины из тёмного и светлого мрамора того же периода.
После восстановления использовался для административных и офисных целей. В 1989 году был передан Королевскому замку. В 2004—2008 годах проведена капитальная реконструкция дворца (стоимость ремонта составила 40 миллионов злотых). Сейчас во дворце размещаются экспозиция восточных ковров из коллекции Фонда Терезы Саакян и реконструированные апартаменты князя Юзефа Понятовского.

## Апартаменты князя Юзефа Понятовского
Апартаменты князя Юзефа Понятовского — постоянная экспозиция на первом этаже дворца. Состоит из шести комнат, которые реконструированы к тому виду, как это было во времена князя.
В шести комнатах дворца организован музей в память о князе Юзефе Понятовском, племяннике короля Станислава Августа, главнокомандующего войск Варшавского герцогства, маршала Франции. Апартаменты находятся на первом этаже дворца и расположены по кругу. В состав музея входят:
- Передняя князя;
- Военная Канцелярия;
- Спальня;
- Штабная Канцелярия;
- Салон;
- Комната адъютантов.

### Реконструкция
Информация об интерьере апартаментов во времена князя была получена из ряда сохранившихся архивных источников — чертежей дворца, сделанных архитектором Вильгельмом Генриком Минтером в 1814 года в целях продажи после смерти князя; списка инвентаря оставшегося после князя; а также контрактов и счетов, выставленных князю за ремонт и поставки предметов интерьера. Из этих документов известно, что князь неоднократно переделывал внутренний вид апартаментов, под руководством архитектора Станислава Завадского, также сделавшего полный ремонт комнат в 1803—1804 годах.
Наиболее подробные источники об интерьере апартаментов — это контракт на покраску и декорирование стен и плафонов, заключённый Завадским с художником Томашем Сверчевским. Благодаря прилагавшимся наброскам можно установить, как выглядели комнаты князя при его жизни.
Декорирование стен в каждой комнате было разным. В военной канцелярии должны были быть перламутровые пилястры, с размещаемыми на них разноцветными военными трофеями и деревенские барельефы, а простенки между ними должны были быть цвета ляпис-лазурь. Стены спальни спроектированы цвета «берблау» (небесно-голубой с прокраской цвета спелой черники). Салон — зелёный, оттенка недозрелого яблока. Штабная канцелярия должна была быть украшена цветными буазери с небольшими орнаментами. Это единственная комната, от которой сохранились изображения убранства — три чёрно-белых довоенных фотографии, хранящиеся в собрании Института Искусств ПАН.
На основании анализа данных контракта и инвентаризации после смерти Катаржиной Юрш-Сальвадори был создан проект художественного декорирования стен апартаментов, а также реконструкции существовавших в них каминов, люстр и печей. Были воссозданы картины на стенах апартаментов, а также фасетки и розетки. Работы по реставрации выполнялись под руководством Кароля Клаты и Войцеха Романа. Три камина из белого мрамора были изготовлены Павлом Петрусинским, печь изготовили на фабрике дворца Накомяды, под руководством Петра Чиска. Также в реконструкции приняла участие «Замковая мастерская консервации произведений искусства».

### Интерьер
Произведения искусства для оборудования апартаментов князя Юзефа, мебель, картины, скульптуры, часы, канделябры и многое другое, хранились в замке на протяжении многих лет. Это результаты покупок или даров, например от рода Ланскоронских. Много предметов предоставлены Фондом Цеханувских собраний и фондом Терезы Саакян в Королевском замке в Варшаве. Несколько картин, предметов мебели и объектов художественного мастерства из фонда хранения в Национальных музеях в Варшаве и Вроцлаве и Музея Войска Польского в Варшаве, парка Лазенки. Дар в виде коллекции рисунков, картин и документов эпохи Варшавского герцогства передан Кристиной Захватович и Анджеем Вайдой, а некоторые памятные вещи князя Анджеем Губертом Вильманом. Все эти предметы были тщательно подготовлены для выставки, большинство из них прошли через руки реставраторов.
В Верхнем Вестибюле вывешены портреты рода Понятовских, подчёркивающие значение этого рода в истории Польши и Европы.
В Комнате Адъютантов экспозиция отсылает к началу военной карьеры князя в Польше, периоду Великого Сейма и принятию Конституции 3-го Мая, битве под Зеленцами и учреждении ордена «Virtuti Militari».
Салон, который может напомнить о богатой и насыщенной общественной жизни, бывшей в нём во времена князя во время прусской оккупации, обставлен классическим позолоченным мебельным гарнитуром. Также здесь стоит английский консольный столик с мраморной крышкой 1800 года и английский столовый буфет конца XVIII века. Характер интерьера дополняют картины, среди них — «Портрет Дианы» работы Лоренца де ла Гира первой половины XVII века, «Итальянский пейзаж со стаффажем» Яна Богумила Плерша конца XVIII, начала XIX века и личные портреты, среди них Винкельмана и Винцетия Витачка — врача князя, а также благородных жителей дворца — Михала Ежи Вандалина Мнишека — великого коронного маршала и его жены Урсулы Замойской, племянницы короля Станислава Августа.
Бывшая Штабная Канцелярия посвящена периоду Варшавского герцогства и роли Наполеона в его создании. Здесь выставлено несколько ценных предметов мебели в стиле ампир, в том числе круглый бронзовый стол с мраморной крышкой, изготовленный в Париже Деньером в 1820—1844 годах, из довоенной коллекции Королевского дворца, бюро фирмы Генрика Гамбса, изготовленное в Петербурге в 1800—1810 годах, связанные с родом Потоцких, а также бюст Наполеона, созданный Антонио Кановой, портрет князя Юзефа работы Марчелло Бачиарелли и Юзефа Антония Косаковского, адъютанта Наполеона, авторства Яна Христиана Лямпе.
В Спальне, обставленной на основании Инвентаризации после смерти князя, находятся малиновая немецкая кровать 1815—1820 годов, венский прикроватный столик того же времени, французский секретер конца XVIII века, пара венгерских комодов 1800 года, карточный столик типа «table bouillotte», а также кофейный сервиз 1800 года. Дополняют обстановку картины, в том числе «Сцена в лесном пейзаже» Жан Пьера Норблен де ла Гурдена.
Бывшая Военная Канцелярия посвящена князю Юзефу как военному министру и создателю армии Варшавского герцогства. Среди обстановки английские часы XVIII века, складные кресла в английском стиле конца XVIII века, венгерское бюро 1800 года, английский книжный шкаф, а также портреты варшавского герцога Фридриха Августа III и его жены Марии Амалии Августы кисти саксонского художника 70-х годов XVIII века.
Передняя князя — это салон начала XIX века с предметами искусства, связанными с культом князя: его портретом, написанным Франциском Падеревским в 1814 году, картиной Януария Суходольского «Князь Юзеф перед строем гренадеров» 1857 года, миниатюрой памятника князя Юзефа. В двух шкафах выставлены фарфоровые сервизы, связанные с легендарным князем.

## Экспозиция восточных ковров из коллекции Фонда Терезы Саакян
Выставленная в обновлённых интерьерах дворца экспозиция восточных ковров из коллекции Фонда Терезы Саакян является презентацией коллекции, которая в настоящее время насчитывает более шестисот ковров и других предметов восточного искусства, а также переданной по завещанию коллекции предметов европейского декоративного искусства.
Коллекция собиралась Терезой Саакян (1915—2007) — полькой, жившей в Брюсселе. Собрание передавалось Королевскому замку по частям, начиная с 1989 года. Благодаря коллекции Варшава превратилась в один из крупнейших мировых центров музейного коллекционирования восточных ковров. С 1990 года коллекция экспонируется во дворце «под бляхой».
Эта выставка является презентацией всего собрания ковров. Его богатство позволило создать экспозицию, которая, с одной стороны, является продолжением предыдущих выставок, с другой — представляет собой совершенно новый выбор памятников коврового искусства в новой аранжировке. Для показа были выбраны ковровые полотна из четырёх ведущих центров этого искусства Востока: персидские ковры, анатолийские, центральноазиатские, а также представлены наиболее многочисленные — кавказские.
Одна из комнат посвящена коллекции европейского декоративно-прикладного искусства. Выставлены там текстиль, делфтская керамика, кухонная утварь и другие изделия.